# Mbargué
Mbargué est un village de la région du Centre du Cameroun. Il est localisé dans l'arrondissement (commune) de Minta, département de la Haute-Sanaga. On y accède par la piste rurale qui lie Meba à Mbargué.

## Population et société
En 1963, la population de Mbargué était de 417 habitants. Mbargué comptait 658 habitants lors du dernier recensement de 2005. La population est constituée pour l’essentiel de Baboute.